# Андреа Фишбахер
Андреа Фишбахер (на немски: Andrea Fischbacher) е австрийка състезателка по ски алпийски дисциплини, олимпийска шампионка от Олимпиадата във Ванкувър през 2010 г.

## Биография
Получава първите си ски на 4-годишна възраст.
Дебютира за Световната купа през сезон 2004/05, когато завършва 68-а в крайното класиране. Същата година печели златния медал в супер-гигантския слалом на Световното първенство за девойки. В следващите години до 2009/10 неизменно заема места сред първите 20 в края на сезона. В края на сезон 2009/10 има две победи за Световната купа – по една в спускането и супер-гигантския слалом. Има и 9 класирания в топ 3 за Световната купа. 
На Световното първенство през 2009 година във Вал д'Изер печели бронзовия медал в супер-гигантския слалом. 